# Old Wives Lake
Old Wives Lake är en sjö i Kanada.   Den ligger i provinsen Saskatchewan, i den södra delen av landet, 2 300 km väster om huvudstaden Ottawa. Old Wives Lake ligger 663 meter över havet. Arean är 323 kvadratkilometer. Den sträcker sig 12,4 kilometer i nord-sydlig riktning, och 0,1 kilometer i öst-västlig riktning.
Trakten runt Old Wives Lake är nära nog obefolkad, med mindre än två invånare per kvadratkilometer.